# دیوید رمزی
دیوید رمزی (انگلیسی: David Ramsey؛ زادهٔ ۱۷ نوامبر ۱۹۷۱) یک هنرپیشه و کارگردان اهل ایالات متحده آمریکا است. وی از سال ۱۹۸۷ میلادی تاکنون مشغول فعالیت بوده‌است.

## گزیده فیلمشناسی
از فیلم‌ها یا برنامه‌های تلویزیونی که وی در آن نقش داشته‌است می‌توان به آثار زیر اشاره کرد.
- پروفسور دیوانه (۱۹۹۶)
- هواپیمای محکومین (۱۹۹۷)
- به دیگری نیکی کن (۲۰۰۰)
- بث‌شبع (۲۰۰۵)
- مرگ و زندگی بابی زد (۲۰۰۷)
- مادر و فرزند (۲۰۰۹)
- روز عضوگیری (فیلم ۲۰۱۴) (۲۰۱۴)
- عشق تصادفی (۲۰۱۵)
- نگهبان (مجموعه تلویزیونی آمریکایی) (۲۰۰۲)
- ان‌سی‌آی‌اس (۲۰۰۳)
- سی‌اس‌آی: میامی (۲۰۰۴)
- افسون‌شده (۲۰۰۴)
- بال غربی (مجموعه تلویزیونی) (۲۰۰۶)
- سی‌اس‌آی (۲۰۰۶)
- ذهن‌های مجرم (۲۰۰۷)
- دکستر (۲۰۰۸–۰۹)
- کسل (مجموعه تلویزیونی) (۲۰۰۹)
- آناتومی گری (مجموعه تلویزیونی) (۲۰۱۰)
- ارو (مجموعه تلویزیونی) (۲۰۱۲–اکنون)
- فلش (۲۰۱۴–۲۰۱۸)
- افسانه‌های فردا (۲۰۱۶–۲۰۱۷)
- سوپرگرل (مجموعه تلویزیونی ۲۰۱۵) (۲۰۱۸)